# 229 f.Kr.

## Händelser

### Efter plats

#### Grekland
- Det första illyriska kriget bryter ut när den romerska senaten skickar en armé under konsulerna Lucius Postumius Albinus och Gnaeus Fulvius Centumalus befäl till Illyrien. Romarna tvingar de illyriska garnisonerna i de grekiska städerna Epidamnos, Apollonia, Korkyra och Faros att dra sig tillbaka och etablerar därmed ett protektorat över dessa grekiska städer.
- Den illyriska stammen ardiaierna besegras av romarna.
- Kung Demetrios II av Makedonien dör, varvid hans brorson Antigonos III uppstiger på den makedoniska tronen, som förmyndare för sin halvkusin, den framtiden kungen Filip V, som endast är tio år gammal.
- Oroad över Roms expansion inleder Antigonos III en politik, som går ut på att göra sig vän med illyrierna, även om grekerna i området stödjer Rom i att slå ner de illyriska sjörövarna.
- Roms inblandning i Illyrien leder till att vänskapliga relationer etableras mellan Rom och Makedoniens fiender, de aitoliska och akaiska förbunden, som godkänner krossandet av de illyriska sjörövarna.
- Aratos från Sikyon för in Argos i det akaiska förbundet och hjälper därefter till att befria Aten, vilket leder till att Aratos hamnar i konflikt med Sparta.

#### Kina
- Staten Qin erövrar staten Zhao.

## Födda
- Lucius Aemilius Paullus Macedonicus, romersk general, konsul och politiker (död 160 f.Kr.)
- Qin Er Shi, kinesisk kejsare av Qin (död 207 f.Kr.)

## Avlidna
- Demetrios II, kung av Makedonien sedan 239 f.Kr. (född omkring 276 f.Kr.)